# Герб Пятигорска
Герб города-курорта Пятигорска Ставропольского края Российской Федерации — опознавательно-правовой знак, наряду с флагом служащий официальным символом муниципального образования.
Исторический герб Пятигорска был Высочайше утверждён 7 (19) сентября 1842 года императором Николаем I вместе с другими гербами городов Кавказской области. Официально использовался до 1917 года. В советское время группа авторов из Пятигорска разработала новый герб города-курорта, который был утверждён 12 августа 1971 года исполнительным комитетом городского Совета народных депутатов и переутверждён 30 сентября 1997 года постановлением городской Думы.
22 сентября 2007 года Дума Пятигорска упразднила герб 1997 года и утвердила новый, исполненный местным художником-дизайнером Ю. А. Логачёвым. 25 июня 2008 года, после геральдической доработки ставропольским художником И. Л. Проститовым, герб городского округа был внесён  в Государственный геральдический регистр РФ с присвоением регистрационного номера 4134.
Фактически же зарегистрированный герб не является действующим, поскольку город-курорт Пятигорск продолжает использовать герб 2007 года в его первоначальном варианте.

## Описание и обоснование символики
Герб города-курорта Пятигорска представляет собой вертикальный геральдический щит с заострённой средней нижней частью. Щит разделён горизонтально на две половины.
Синий (лазоревый) фон верхней половины символизирует величие и красоту города. В центре верхней половины помещена композиция золотого цвета в черни финифти: повёрнутый вправо орёл, терзающий змею. Орёл — символ величия и победы над злом и болезнями, которые символизирует змея. Композиция расположена на фоне серебряного (белого) силуэта пятиглавой горы Бештау, давшей название городу Пятигорску.
В нижней части на красном (червлёном) фоне, который символизирует силу минеральных источников, под силуэтом Бештау расположен символ источников: золотой круг, из которого вверх бьют золотые струи целебной воды, растекаясь вправо и влево. Они достигают таких же золотых струй большего размера. Множество струй воды указывает на многочисленность целебных источников Пятигорска. Ниже по центру расположен золотой ключ. Этот символ указывает на исторически важное положение города — старейшего на Кавказских Минеральных Водах, ставшего воротами к целебным источникам.
Золотой цвет фигур герба города-курорта Пятигорска символизирует жизнеутверждающее начало.— Решение Думы города Пятигорска от 22 сентября 2007 года № 119-18ГД

## История

### Герб 1842 года
Датой основания Пятигорска принято считать 1780 год, когда в целях дальнейшего укрепления Азово-Моздокской линии было начато строительство Константиногорской крепости у подножия горы Бештау. Впоследствии рядом с этим фортификационным сооружением возникло поселение Горячие Воды, в 1830 году получившее статус окружного города и новое наименование — Пятигорск.
На тот момент город находился в составе Кавказской области, герб которой, Высочайше конфирмованный 23 октября (4 ноября) 1828 года императором Николаем I, являлся единым для всех её городов. Описание этого герба гласило:

Разделѣнный на двѣ части щитъ представляетъ, въ верхней своей половинѣ, орла Россійскаго въ золотомъ полѣ, сидящаго на вершинѣ горы Кавказа. Онъ держитъ съ одной стороны вѣнокъ лавровый, съ другой перунъ. Подъ ногами его лежатъ разторженныя цѣпи древняго Прометея. Въ нижней части щита, въ голубомъ полѣ, изображён горный воинственный житель Кавказа, скачущій на конѣ по зелёной степи. Убѣгая отъ преслѣдования, онъ стрѣляетъ изъ лука, по ихъ древнему обычаю. Въ дали видны снѣговые верхи Кавказскихъ горъ.—  Доклад Сената «О гербе для Кавказской области»
В 1836 году на имя начальника Кавказской области генерал-лейтенанта А. А. Вельяминова из Министерства внутренних дел поступило письмо с просьбой уведомить о наличии у городов вверенной ему области собственных гербов. В случае же отсутствия последних предлагалось своими силами разработать их проекты «на основании исторических о каждом городе воспоминаний и других каких-либо местных сведений». Поскольку центр области, Ставрополь, вместе с окружными центрами — Кизляром, Моздоком и Пятигорском «особых для себя гербов» не имели, Вельяминов поручил Кавказскому областному правлению «составить через посредство окружных начальников проекты гербов для всех городов здешней области и представить оные для отсылки в Министерство» для последующего Высочайшего утверждения. В силу различных причин решение данного вопроса затянулось, и лишь 7 октября 1839 года проекты гербов четырёх областных городов с сопроводительным письмом нового начальника Кавказской области генерал-адъютанта П. Х. Граббе были доставлены в геральдическую службу при Министерстве внутренних дел.
Проект герба Пятигорска представлял собой щит, пересечённый на золото и лазурь. В верхнем золотом поле была помещена гора Бештау с двуглавым орлом на вершине, в нижнем лазоревом поле — гора Машук с вытекающим изнутри источником минеральной воды. Министерство внутренних дел сочло изображение этого герба слишком сложным и неудобным для вырезания на печати и предложило изменить его, поместив в верхней части щита областной герб, а в нижней — гору Бештау.
В 1842 году проекты городов Кавказской области вместе с предложениями, внесёнными Министерством внутренних дел, были рассмотрены Правительствующим сенатом, а затем, после согласования с Министерством юстиции, направлены на Высочайшее рассмотрение Николаю I.

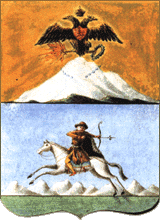
Герб Кавказской области. 1828 год
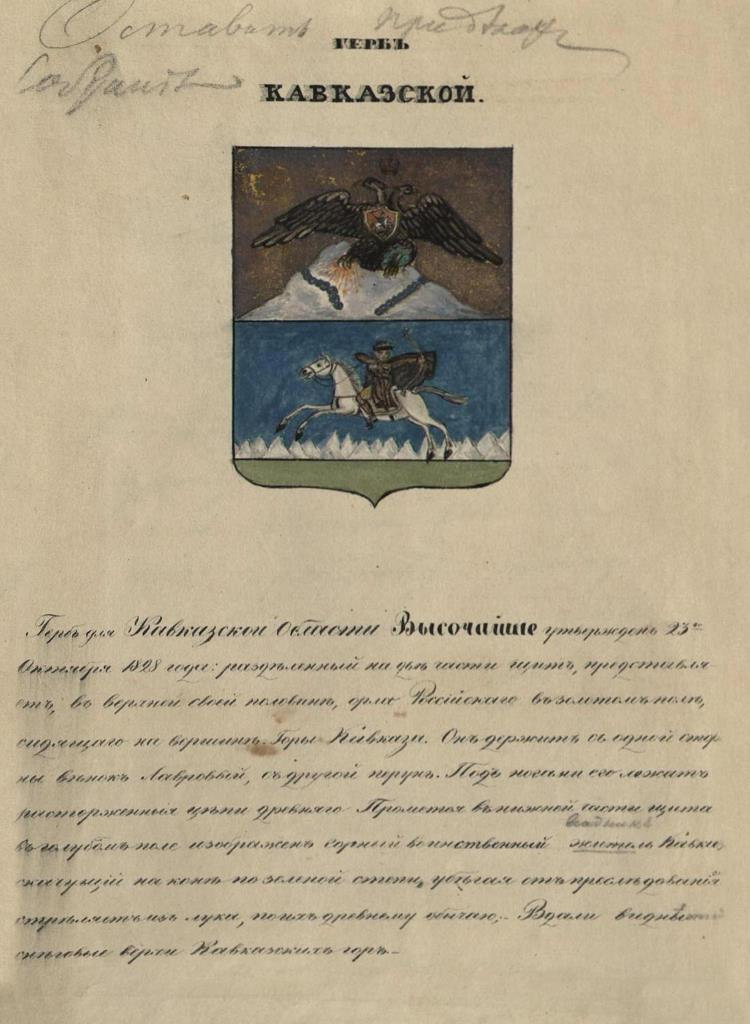
Герб Кавказской области (рисунок с описанием из фондов ГАСК)
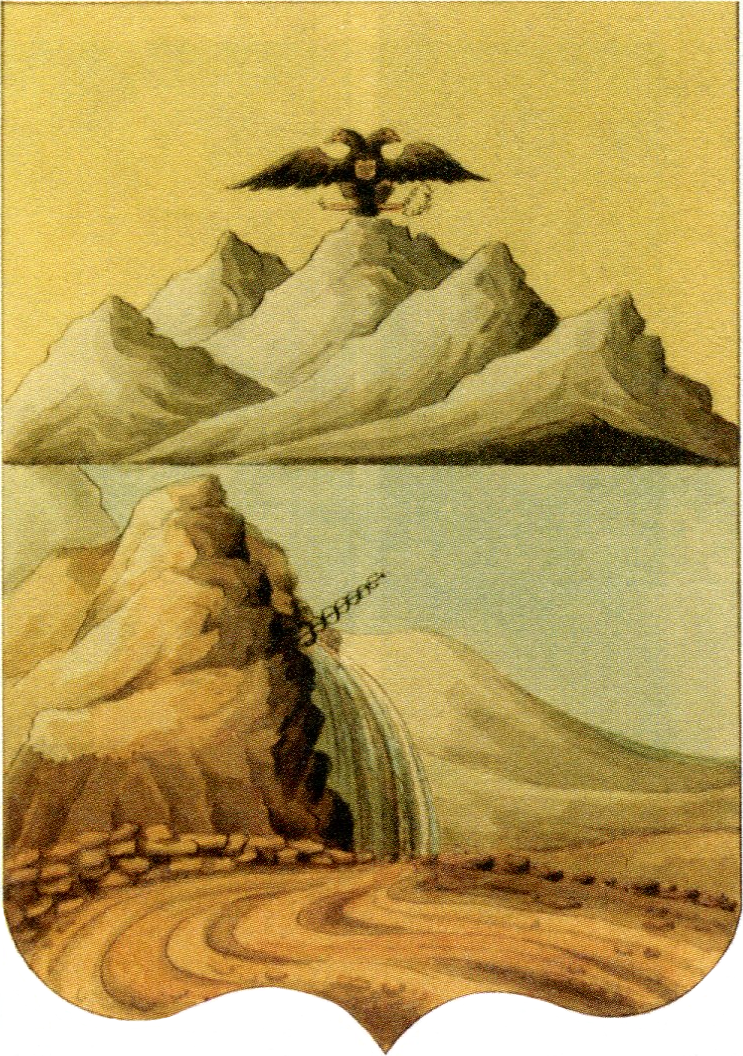
Герб Пятигорска Кавказской области (проект). 1839 год
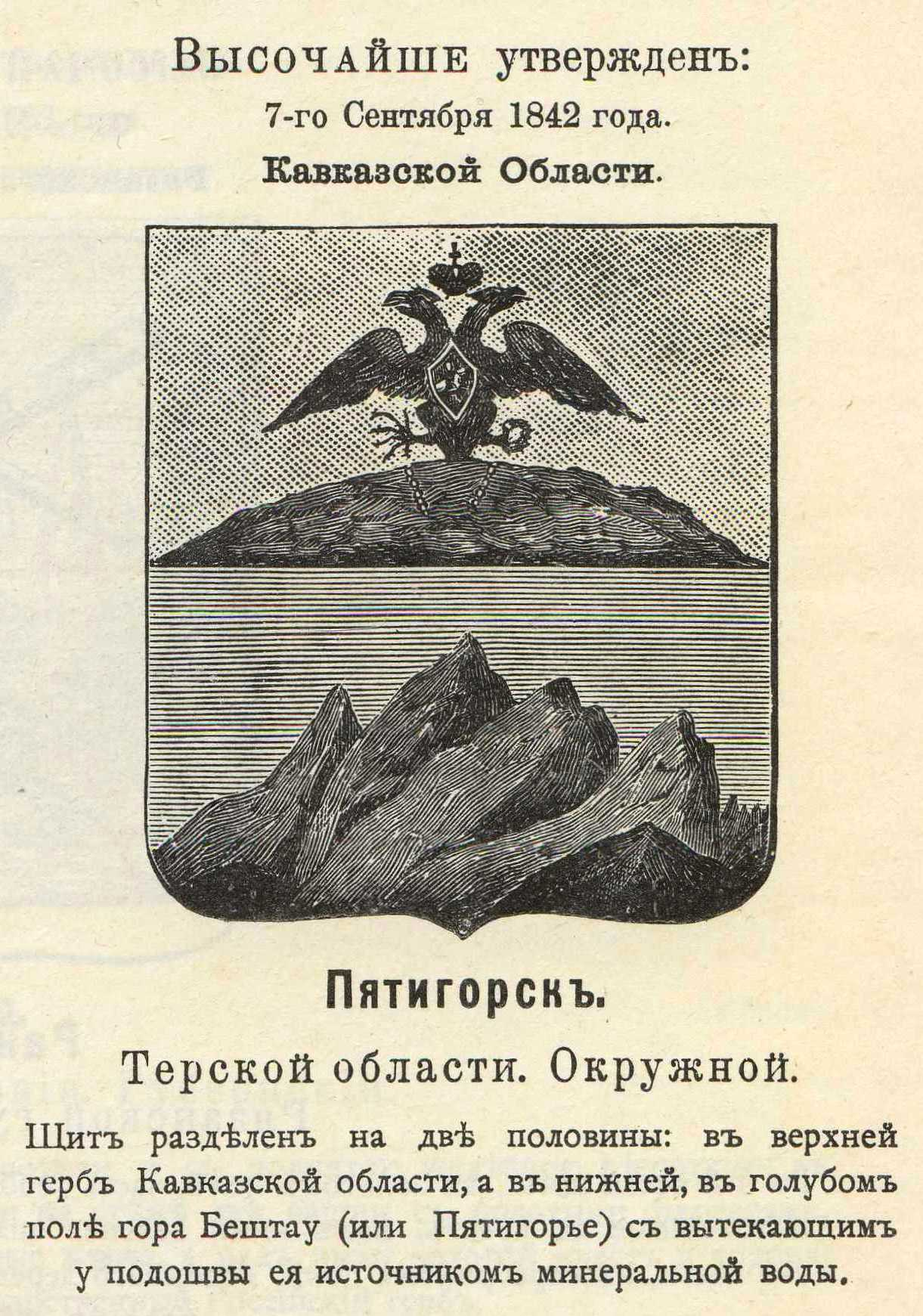
Герб Пятигорска (рисунок с описанием из гербовника Винклера). 1842 год

7 сентября 1842 года герб Пятигорска вместе с гербом Кизляра и гербом Моздока был Высочайше утверждён императором Николаем I. Его подлинное описание гласило:

Щитъ раздѣленъ на двѣ половины: въ верхней областный гербъ Кавказской области (орел с разорванными цепями Прометея, сидящий на горе, в нижней вершины Кавказских гор), а въ нижней въ голубомъ полѣ гора Бештау (или Пятигорье) съ вытекающимъ у подошвы ея источникомъ минеральной воды.— Высочайше утверждённый доклад Сената «О гербах Петропавловска, Сухинича, Пятигорска, Кизляра и Моздока

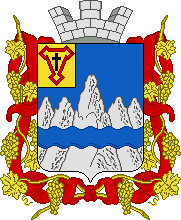
Герб Пятигорска (проект). 1861 год

В 1861 году, в период геральдической реформы Кёне, был разработан ещё один проект герба Пятигорска (официально не утверждён): в лазоревом щите 5 серебряных гор (средняя выше прочих), обременённых лазурным волнообразным поясом. В вольной части щита помещался герб Ставропольской губернии (проект), исполненный гербовым отделением под руководством Б. В. Кёне в 1859 году (также не утверждён): в золотом поле треугольное червлёное укрепление с чёрным длинным крестом в потоплении. Щит был увенчан башенной короной о трёх зубцах и обрамлён по бокам двумя виноградными лозами.
Высочайше утверждённый герб Пятигорска использовался городом до 1917 года, после чего постепенно был забыт.

### Гербы 1971 и 1997 годов
В 60-е годы XX века в Советском Союзе начался процесс возрождения городской геральдики. В Ставропольском крае в этот период первым к разработке собственной символики приступил город-курорт Пятигорск.

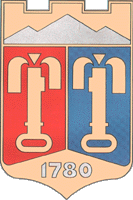
Герб Пятигорска, утверждённый в 1971 году

11 июля 1965 года газета «Кавказская здравница» под заголовком «Герб твоего города» опубликовала обращение коллектива Пятигорского музея краеведения на Кавминводах (во главе с директором М. К. Павловым), членов историко-революционной секции Пятигорского краеведческого общества, председателя Кавминводского отделения Союза архитекторов СССР В. Фуклеева и главного архитектора Пятигорска Б. Абидова, которыми был поднят вопрос о необходимости создания гербов городов, находящихся в составе особо охраняемого курортного региона Кавказские Минеральные Воды. В обращении отмечалось, что изображение исторического герба Пятигорска, упразднённого после Октябрьской революции, уже не соответствовало требованиям советского времени, а «Кисловодск, Ессентуки, Железноводск, Минеральные Воды своих гербов не имели, так как были возведены в ранг городов позже». Авторы публикации предлагали разработать символику, в основе которой лежали бы «самые характерные черты Кавминвод» и которая «должна напоминать местным жителям и рассказывать отдыхающим о богатом историческом прошлом, прекрасном сегодня и замечательном завтра городов-курортов».
В середине марта 1967 года исполком Пятигорского горсовета и отделение Союза архитекторов на Кавминводах приняли решение о проведении открытого конкурса на разработку проектов эскизов герба города в честь 50-летия Октябрьской революции. Перед его участниками ставилась задача «отобразить как историческое прошлое Пятигорска, так и его современные черты». Всего на конкурс было представлено более 200 эскизов герба, разработанных местными художниками, архитекторами, скульпторами, инженерами. Для их рассмотрения и выработки окончательного варианта символики исполнительный комитет городского совета специальным распоряжением от 25 ноября 1969 года утвердил творческую группу. По итогам её работы лучшим был признан проект герба, исполненный авторским коллективом из Пятигорска, в состав которого вошли художник В. В. Марков, архитекторы Б. П. Светлицкий, В. Н. Безруков, Б. И. Пикалов, Д. Л. Журавлёв и директор Пятигорского музея краеведения на Кавминводах М. К. Павлов.
Советский герб Пятигорска, впоследствии получивший неофициальное название «герб с ключами», был утверждён решением исполнительного комитета Пятигорского городского Совета народных депутатов от 12 августа 1971 года № 413. Его изображение выглядело следующим образом: щит рассечён червленью и лазурью, оба поля обременены золотым стилизованным ключом-фонтаном в столб, в золотой зубчатой главе щита серебряный силуэт горы с тремя вершинами, в золотой треугольной оконечности серебряные цифры 1780.

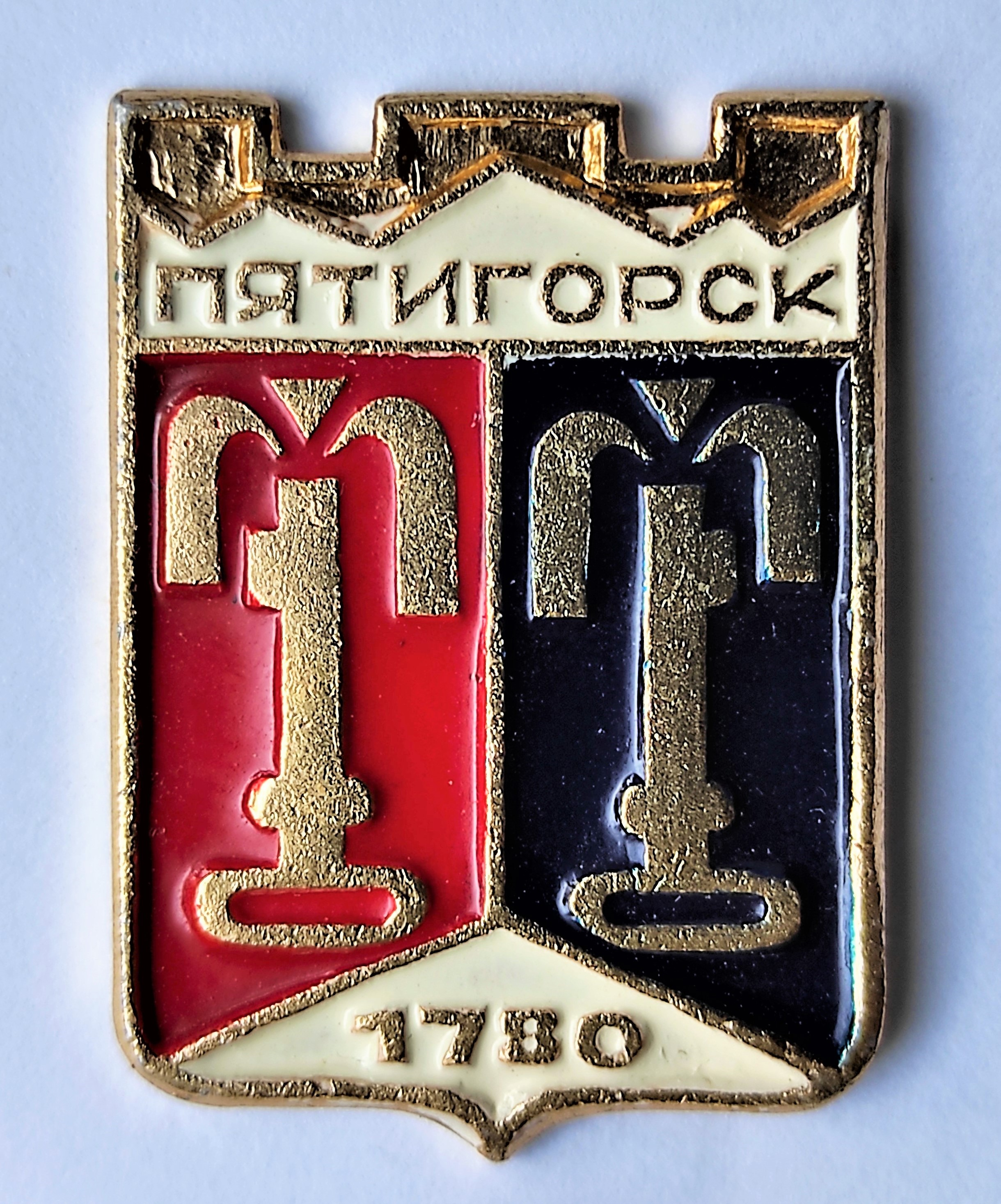
Сувенирный значок с гербом Пятигорска

30 сентября 1997 года герб Пятигорска был переутверждён постановлением городской Думы, в соответствии с которым в его описание были внесены некоторые изменения:

Герб города Пятигорска представляет собой геральдический щит, который венчают зубцы крепостной стены — символа Константиногорской крепости, положившей начало г. Пятигорску. Ниже венца, на золотом фоне изображён белый силуэт горы Бештау — Пять гор, давшей название городу.
В нижней части герба расположен стилизованный силуэт горы Машук — географического символа города, главной кладовой гидроминеральных ресурсов курорта, на белом фоне которого стоит дата образования города — «1780».

Оставшееся пространство герба разделено по вертикали на две равные части (орографически справа — красного цвета, слева — синего), где зеркально размещены два символических ключа от недр к подземным сокровищам — минеральным источникам, струи которых бьют из ключей вверх. Синее поле — символ красоты города. Красное поле — символ борьбы за освобождение г. Пятигорска от фашистских захватчиков и революционной борьбы.— Постановление Думы города Пятигорска от 30 сентября 1997 года № 230-11 ГД
Данный герб не прошёл государственную регистрацию, поскольку не соответствовал предъявляемым требованиям.

### Современный герб
В 2007 году решением мэра Пятигорска Л. Н. Травнева была образована геральдическая комиссия при главе города. В число её задач входила разработка символов города-курорта: герба, флага, гимна и товарного знака. В интервью «Открытой газете» Травнев так объяснял необходимость создания нового герба: «…прежний герб для многих пятигорчан уже стал родным и привычным. <…> Однако, по мнению историков и художников-геральдистов, он уже не отвечает веяниям времени, не отражает ту роль, которую сегодня играет Пятигорск на Юге России».

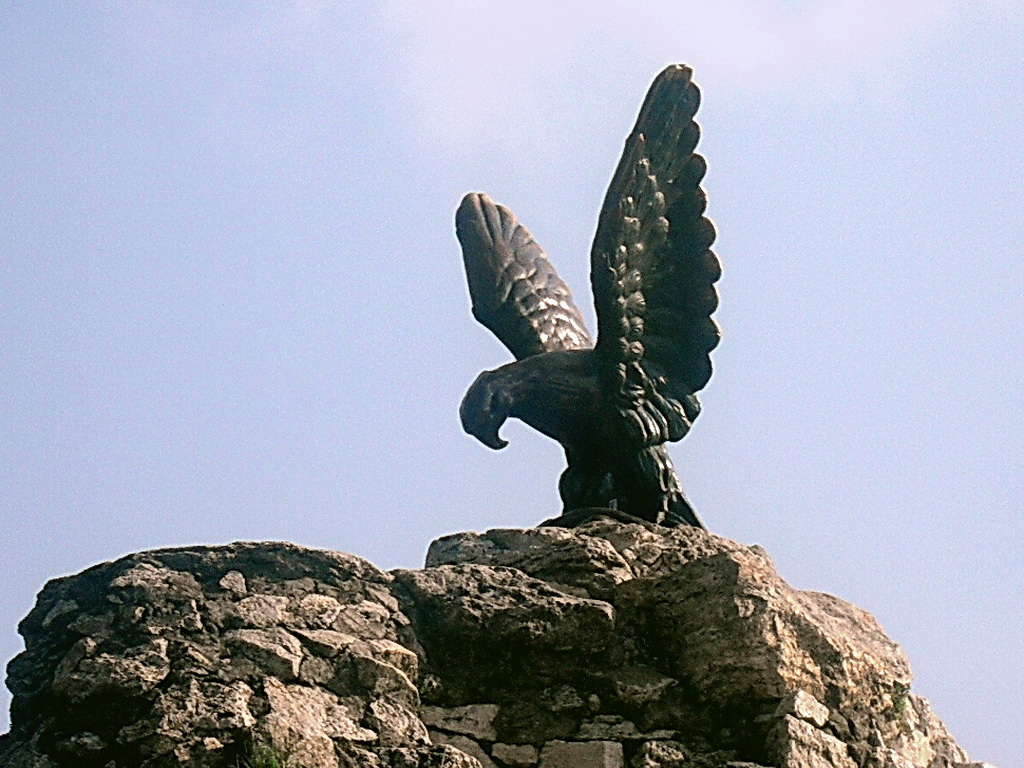
«Орёл, терзающий змею» — символ Пятигорска и КМВ

В мае 2007 года в администрации Пятигорска состоялось первое заседание геральдической комиссии под председательством заведующего отделом информационно-аналитической работы Думы города С. Дрокина, на котором рассматривался вопрос о гербе Пятигорска, его истории и соответствии геральдическим правилам. По итогам обсуждения было принято решение разработать с привлечением художников-геральдистов и дизайнеров проекты герба и флага города-курорта. Летом того же года геральдической комиссией был объявлен конкурс на лучший проект символики Пятигорска. В ходе его проведения на рассмотрение членов комиссии поступило около 300 эскизов. На многих из них присутствовало изображение символа кадуцея (атрибут бога-покровителя торговли Меркурия), что, по мнению авторов, должно было подчёркивать одну из особенностей Пятигорска, который «всегда стоял на перепутье караванных путей, да и сегодня изобилует рынками». Подобную концепцию не поддержал мэр города, воспринимавший Пятигорск, прежде всего, как город-курорт. Среди других символов, представленных в конкурсных работах, фигурировали изображения орла, Бештау и Машука.
19 сентября 2007 года на заседании геральдической комиссии при главе Пятигорска были объявлены результаты завершившегося в августе конкурса проектов символики города-курорта. Победителями был единогласно признаны проекты герба и флага, разработанные народным художником РФ, профессором Ставропольского краевого училища дизайна Валерием Николаевичем Арзумановым (автор идеи) и членом Союза дизайнеров и Союза художников России, преподавателем краевого училища дизайна Юрием Александровичем Логачёвым (дизайнерская обработка). Разработчики использовали некоторые элементы, применённые в гербе 1971 года — символический ключ с бьющими струями минеральной воды и силуэт горы Бештау. На фоне последней разместилось изображение орла, терзающего змею — символ Пятигорска и Кавказских Минеральных Вод, нашедший воплощение в бронзовой скульптуре, установленной на Горячей горе в 1903 году в честь 100-летия Пятигорского курорта.
27 сентября 2007 года городская Дума официально утвердила новые символы Пятигорска. 29 сентября того же года, в рамках празднования 227-летия города-курорта, герб и флаг Пятигорска были представлены местному населению на поляне Песен, где проходила основная часть праздничных мероприятий.

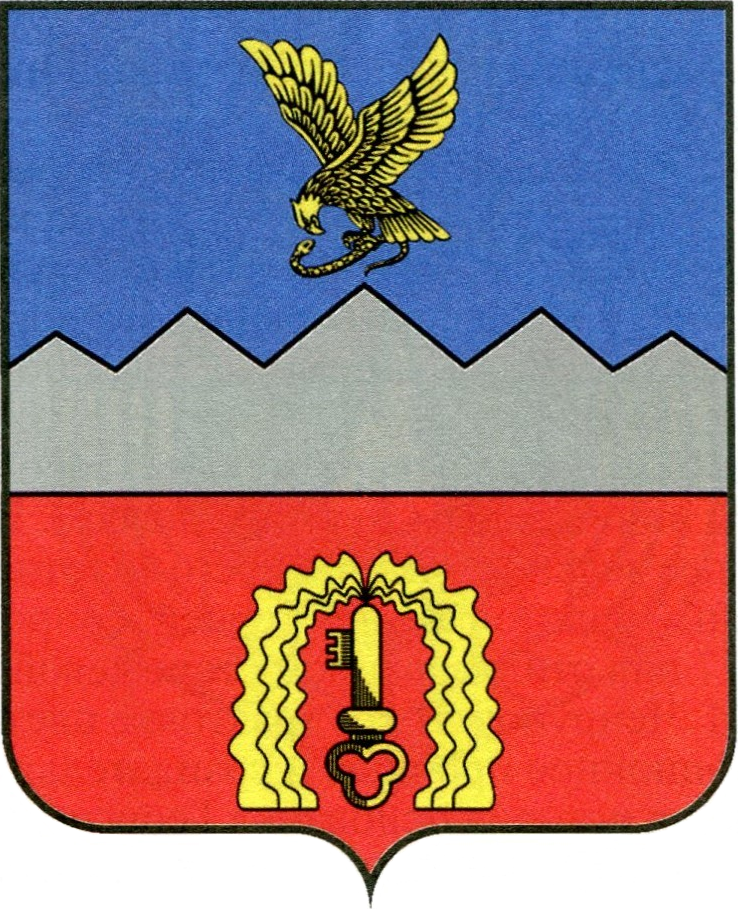
Герб города Пятигорска, зарегистрированный в 2008 году Государственным геральдическим советом

Принятая депутатами Думы символика была направлена на экспертизу в Геральдический совет при Президенте Российской Федерации, который в итоге признал её «неправильной» и отказал в регистрации. Эксперты герольдии выявили в изображении герба города-курорта ряд нарушений правил геральдики, среди которых присутствовали наложение металла на металл (золотой орёл наложен на серебряную гору) и необоснованное деление геральдического щита по горизонтали (фактически обе половины щита могли рассматриваться как два самостоятельных герба).
С учётом всех пожеланий и замечаний государственной герольдии герб был доработан профессиональным художником-геральдистом Игорем Леонидовичем Проститовым при участии краевой геральдической комиссии. Исправленный герб имел такое описание:

В пересечённом лазоревом и червлёном поле серебряный вызубренный вверху в пять зубцов (которые понижаются от среднего к краям) пояс, сопровождаемый в лазури летящим вправо золотым орлом, терзающим золотую змею, которую он держит в лапах; в червлени — золотым ключом в столб ушком вниз бородкой вправо, из вершины которого истекают вниз по сторонам от ключа две золотые струи.— Охонько Н. А. Символы малой родины
Геральдический совет одобрил откорректированный вариант и 25 июня 2008 года внёс его в Государственный геральдический регистр под номером 4134. Однако на практике город-курорт Пятигорск все ещё использует первый, геральдически неправильный вариант герба 2007 года.